# Victoria (Columbia Británica)

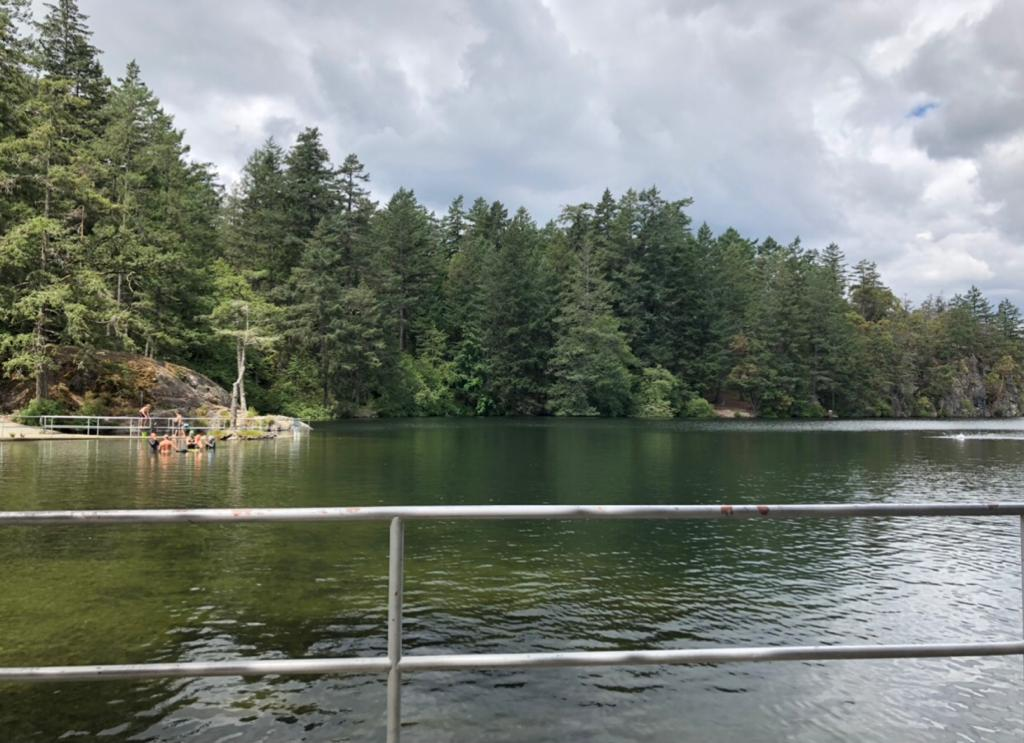
Parque nacional de Victoria, Canadá.

Victoria es la capital —y segunda ciudad más poblada, tras Vancouver— de la provincia canadiense de Columbia Británica. Está situada en el vértice sur de la isla de Vancouver, al sudoeste de la provincia.

## Historia
Victoria fue erigida por la Compañía de la Bahía de Hudson, en 1843, en una fortaleza denominada Camosun en territorio tradicional de los indígenas Songhees, tribu cuyo idioma perteneció a la familia lingüística Salish. El nombre de la fortaleza se cambió pronto a Victoria. En 1862 se le confirió la categoría de ciudad. En un principio era Victoria capital de la colonia de la Isla de Vancouver, luego se convirtió en capital provincial cuando se unieron en 1866 la colonia de la Isla de Vancouver con la colonia continental de Columbia Británica.
Desastre del río Goldstream
El 29 de diciembre de 2011, unos desconocidos vertieron un producto químico en la corriente del río Goldstream en la región de Victoria, una zona ecológica sensible, lo que provocó la insólita coloración verde fosforescente del agua, algo que llamó poderosamente la atención. Según las autoridades, el compuesto vertido en el río Goldstream no es tóxico para los seres humanos, pero podría causar malas repercusiones en alguna especie animal. Las investigaciones seguirán hasta dar con los responsables del derrame, señalaron medios locales. El líquido vertido se llama fluoresceína.
Ese tipo de producto es usado para detectar fugas en tanques sépticos. Su presencia en el río de la localidad de Victoria, en Canadá, duró unas pocas horas y tuvo repercusión internacional a través de Internet y las sorprendentes imágenes que se registraron.

## Geografía
Radican en la misma ciudad de Victoria 80.032 personas. La población de su región metropolitana, la región del Gran Victoria rebasa los 335 000. El distrito abarca 13 municipios distintos más algunas de las Islas del Golfo que están situadas en el estrecho de Georgia entre la Isla de Vancouver y la ciudad de Vancouver.
Por ser la capital, su economía se basa en el aparato del gobierno provincial y en las universidades locales. Además el turismo es importante para la economía.

## Galería

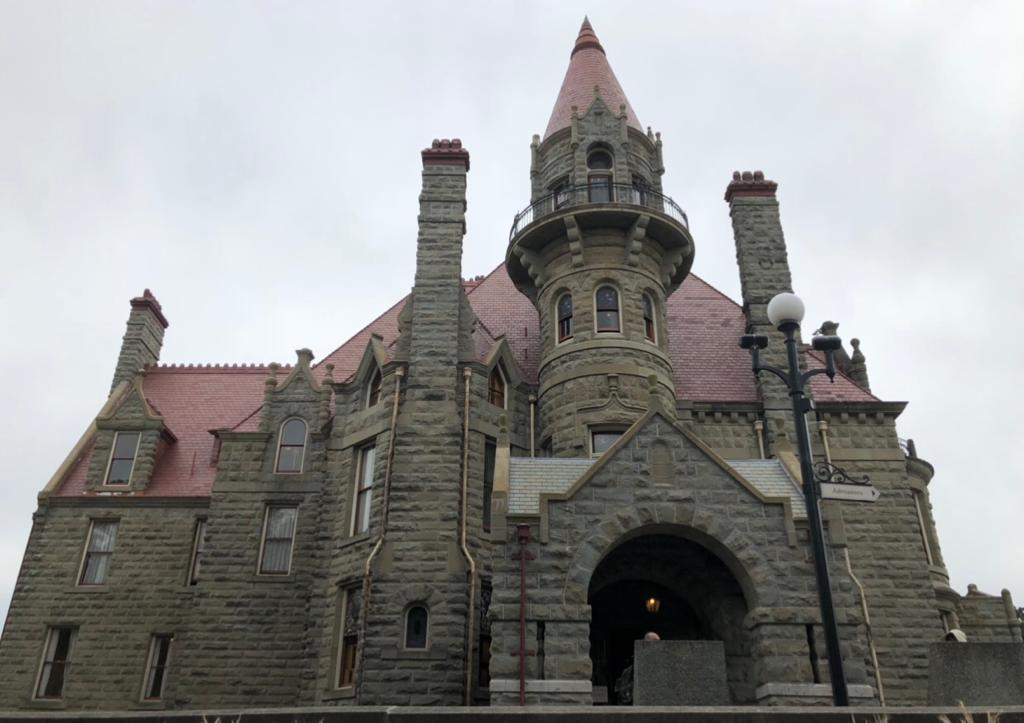
Castillo Craigdarroch, Canadá

## Clima
Victoria posee un clima templado mediterráneo con influencia oceánica (Csb en la clasificación climática de Köppen) con lluviosos inviernos relativamente frescos, y secos veranos templados.
| Parámetros climáticos promedio de North Saanich (Aeropuerto Internacional de Victoria), normales 1981-2010, extremos 1940-presente | Parámetros climáticos promedio de North Saanich (Aeropuerto Internacional de Victoria), normales 1981-2010, extremos 1940-presente | Parámetros climáticos promedio de North Saanich (Aeropuerto Internacional de Victoria), normales 1981-2010, extremos 1940-presente | Parámetros climáticos promedio de North Saanich (Aeropuerto Internacional de Victoria), normales 1981-2010, extremos 1940-presente | Parámetros climáticos promedio de North Saanich (Aeropuerto Internacional de Victoria), normales 1981-2010, extremos 1940-presente | Parámetros climáticos promedio de North Saanich (Aeropuerto Internacional de Victoria), normales 1981-2010, extremos 1940-presente | Parámetros climáticos promedio de North Saanich (Aeropuerto Internacional de Victoria), normales 1981-2010, extremos 1940-presente | Parámetros climáticos promedio de North Saanich (Aeropuerto Internacional de Victoria), normales 1981-2010, extremos 1940-presente | Parámetros climáticos promedio de North Saanich (Aeropuerto Internacional de Victoria), normales 1981-2010, extremos 1940-presente | Parámetros climáticos promedio de North Saanich (Aeropuerto Internacional de Victoria), normales 1981-2010, extremos 1940-presente | Parámetros climáticos promedio de North Saanich (Aeropuerto Internacional de Victoria), normales 1981-2010, extremos 1940-presente | Parámetros climáticos promedio de North Saanich (Aeropuerto Internacional de Victoria), normales 1981-2010, extremos 1940-presente | Parámetros climáticos promedio de North Saanich (Aeropuerto Internacional de Victoria), normales 1981-2010, extremos 1940-presente | Parámetros climáticos promedio de North Saanich (Aeropuerto Internacional de Victoria), normales 1981-2010, extremos 1940-presente |
| Mes | Ene. | Feb. | Mar. | Abr. | May. | Jun. | Jul. | Ago. | Sep. | Oct. | Nov. | Dic. | Anual |
| --- | --- | --- | --- | --- | --- | --- | --- | --- | --- | --- | --- | --- | --- |
| Temp. máx. abs. (°C) | 16.1 | 18.3 | 21.4 | 26.3 | 31.5 | 39.4 | 36.3 | 34.4 | 31.1 | 27.6 | 18.3 | 16.1 | 39.4 |
| Temp. máx. media (°C) | 7.6 | 8.8 | 10.8 | 13.6 | 16.9 | 19.9 | 22.4 | 22.4 | 19.6 | 14.2 | 9.7 | 7.0 | 14.4 |
| Temp. media (°C) | 4.6 | 5.1 | 6.8 | 9.0 | 12.1 | 14.9 | 16.9 | 16.8 | 14.2 | 10.0 | 6.4 | 4.0 | 10.0 |
| Temp. mín. media (°C) | 1.5 | 1.3 | 2.6 | 4.3 | 7.2 | 9.8 | 11.3 | 11.1 | 8.6 | 5.7 | 3.0 | 1.1 | 5.6 |
| Temp. mín. abs. (°C) | -15.6 | -15.0 | -10.0 | -3.9 | -1.1 | 2.1 | 4.1 | 4.4 | -1.1 | -4.4 | -13.3 | -14.4 | -15.6 |
| Precipitación total (mm) | 143.2 | 89.3 | 78.4 | 47.9 | 37.5 | 30.6 | 17.9 | 23.8 | 31.1 | 88.1 | 152.6 | 142.5 | 882.9 |
| Lluvias (mm) | 132.8 | 83.0 | 75.2 | 47.5 | 37.5 | 30.6 | 17.9 | 23.8 | 31.1 | 88.0 | 148.4 | 129.7 | 845.3 |
| Nevadas (cm) | 10.9 | 6.3 | 3.4 | 0.4 | 0.0 | 0.0 | 0.0 | 0.0 | 0.0 | 0.2 | 4.7 | 13.7 | 39.7 |
| Días de precipitaciones (≥ 0.2 mm)                                                                                                 | 18.6 | 14.9 | 16.7 | 13.3 | 12.0 | 9.5 | 5.3 | 5.2 | 7.6 | 14.0 | 19.2 | 18.6 | 155.1 |
| Días de lluvias (≥ 0.2 mm) | 17.8 | 14.3 | 16.5 | 13.3 | 12.0 | 9.5 | 5.3 | 5.2 | 7.6 | 14.0 | 18.7 | 17.6 | 151.9 |
| Días de nevadas (≥ 0.2 cm) | 2.0 | 1.7 | 0.9 | 0.1 | 0.0 | 0.0 | 0.0 | 0.0 | 0.0 | 0.0 | 1.0 | 2.2 | 8.0 |
| Horas de sol | 70.8 | 95.5 | 145.3 | 191.3 | 241.5 | 251.7 | 318.1 | 297.5 | 228.6 | 136.9 | 72.8 | 58.9 | 2108.8 |
| Humedad relativa (%) | 78.2 | 70.1 | 66.0 | 60.3 | 59.5 | 57.5 | 55.9 | 56.7 | 60.0 | 69.3 | 77.4 | 79.4 | 65.8 |
| Fuente: Environment Canada | | | | | | | | | | | | | |

| Parámetros climáticos promedio de Universidad de Victoria (normales 1981–2010, extremos 1992–presente) | Parámetros climáticos promedio de Universidad de Victoria (normales 1981–2010, extremos 1992–presente) | Parámetros climáticos promedio de Universidad de Victoria (normales 1981–2010, extremos 1992–presente) | Parámetros climáticos promedio de Universidad de Victoria (normales 1981–2010, extremos 1992–presente) | Parámetros climáticos promedio de Universidad de Victoria (normales 1981–2010, extremos 1992–presente) | Parámetros climáticos promedio de Universidad de Victoria (normales 1981–2010, extremos 1992–presente) | Parámetros climáticos promedio de Universidad de Victoria (normales 1981–2010, extremos 1992–presente) | Parámetros climáticos promedio de Universidad de Victoria (normales 1981–2010, extremos 1992–presente) | Parámetros climáticos promedio de Universidad de Victoria (normales 1981–2010, extremos 1992–presente) | Parámetros climáticos promedio de Universidad de Victoria (normales 1981–2010, extremos 1992–presente) | Parámetros climáticos promedio de Universidad de Victoria (normales 1981–2010, extremos 1992–presente) | Parámetros climáticos promedio de Universidad de Victoria (normales 1981–2010, extremos 1992–presente) | Parámetros climáticos promedio de Universidad de Victoria (normales 1981–2010, extremos 1992–presente) | Parámetros climáticos promedio de Universidad de Victoria (normales 1981–2010, extremos 1992–presente) |
| Mes | Ene.                                                                                                   | Feb.                                                                                                   | Mar.                                                                                                   | Abr.                                                                                                   | May.                                                                                                   | Jun.                                                                                                   | Jul.                                                                                                   | Ago.                                                                                                   | Sep.                                                                                                   | Oct.                                                                                                   | Nov.                                                                                                   | Dic.                                                                                                   | Anual                                                                                                  |
| --- | --- | --- | --- | --- | --- | --- | --- | --- | --- | --- | --- | --- | --- |
| Temp. máx. abs. (°C)                                                                                   | 15.2                                                                                                   | 16.5                                                                                                   | 21.0                                                                                                   | 25.0                                                                                                   | 28.8                                                                                                   | 37.8                                                                                                   | 37.6                                                                                                   | 34.5                                                                                                   | 29.3                                                                                                   | 23.5                                                                                                   | 19.0                                                                                                   | 16.5                                                                                                   | 37.8                                                                                                   |
| Temp. máx. media (°C)                                                                                  | 8.5 | 9.3 | 11.4                                                                                                   | 14.4                                                                                                   | 17.9                                                                                                   | 20.9                                                                                                   | 23.8                                                                                                   | 23.6                                                                                                   | 20.4                                                                                                   | 14.6                                                                                                   | 10.6                                                                                                   | 8.6 | 15.3                                                                                                   |
| Temp. media (°C)                                                                                       | 6.1 | 6.3 | 7.9 | 10.1                                                                                                   | 13.0                                                                                                   | 15.7                                                                                                   | 17.9                                                                                                   | 17.8                                                                                                   | 15.2                                                                                                   | 11.0                                                                                                   | 7.8 | 6.2 | 11.2                                                                                                   |
| Temp. mín. media (°C)                                                                                  | 3.6 | 3.2 | 4.3 | 5.8 | 8.1 | 10.4                                                                                                   | 12.0                                                                                                   | 11.9                                                                                                   | 10.0                                                                                                   | 7.3 | 4.9 | 3.6 | 7.1 |
| Temp. mín. abs. (°C)                                                                                   | -7.5                                                                                                   | -7.2                                                                                                   | -4.1                                                                                                   | -0.5                                                                                                   | 0.2 | 5.2 | 6.2 | 7.3 | 4.4 | -2.1                                                                                                   | -7.4                                                                                                   | -11.2                                                                                                  | -11.2                                                                                                  |
| Fuente: Environment Canada                                                                             | | | | | | | | | | | | | |

## Ciudades hermanas
- Jabárovsk - Rusia
- Napier, Nueva Zelanda
- Morioka, Japón
- Suzhou, China
- Anacortes - Estados Unidos

## Transporte
Esta ciudad está servida por el Aeropuerto Internacional de Victoria. Además, hay un ferry internacional desde la ciudad de Seattle, en el estado de Washington, en el extremo noroeste de Estados Unidos.